# Bahnhof Settle Junction

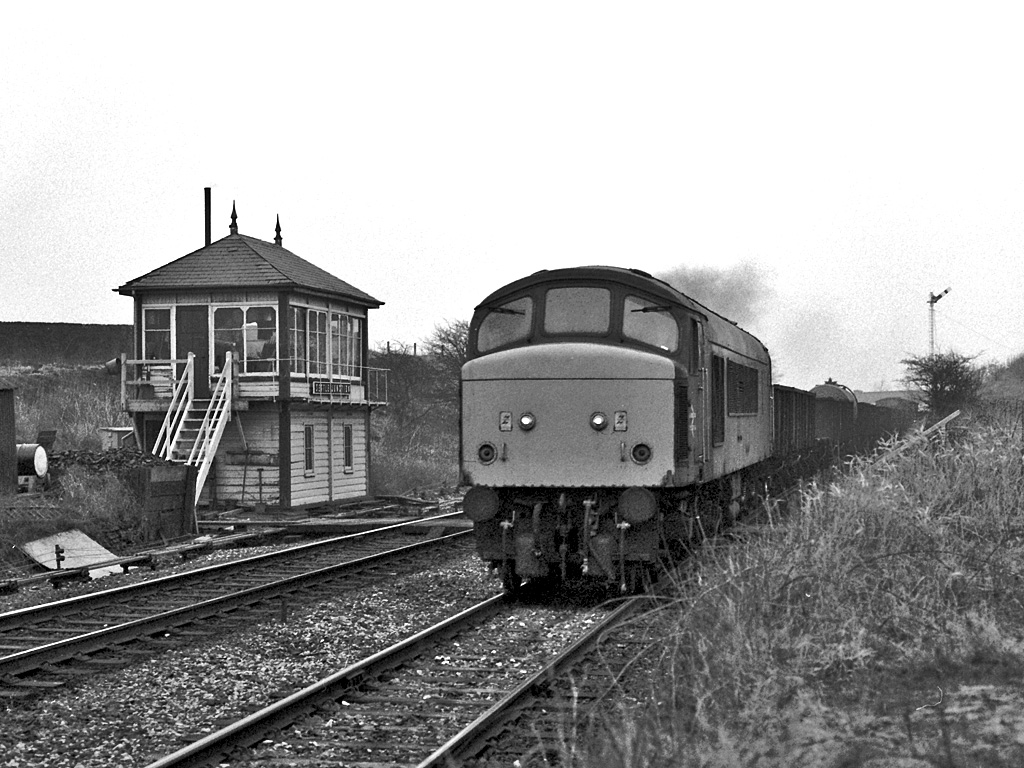
Settle Junction Stellwerk

Settle Junction ist eine heute geschlossene Bahnstation und ein noch heute betriebenes Stellwerk circa 2,8 km südlich von Settle in North Yorkshire am Rande der Yorkshire Dales. Der Bahnhof lag an der Bahnstrecke Leeds-Morecambe und wurde im Oktober 1876 von der Midland Railway Eisenbahngesellschaft eröffnet. Die Station war als Umsteigestation zu der kurz zuvor eröffneten Bahnstrecke Settle-Carlisle und einer älteren – heute stillgelegten – Strecke nach Morecambe gedacht. Das erhoffte Passagieraufkommen entsprach jedoch nicht der Realität, denn die Stationen in Settle, Giggleswick und Long Preston, boten nicht nur ebenfalls Umsteigemöglichkeiten, sondern auch direkten Zugang zu den jeweiligen Orten -im Gegensatz zur abgelegenen Settle Junction. Deswegen wurde die Station am 1. November 1877 geschlossen.
Das Stellwerk kontrolliert heute nicht nur den Abzweig der Bahnstrecke Settle-Carlisle, sondern auch die Abschnitte entlang der Strecke bis Hellifield im Süden, Blea Moor Sidings im Norden und Carnforth im Nordwesten. Der Abschnitt bis nach Carnforth ist mit 39 km der längste Abschnitt im britischen Eisenbahnnetz, für den nur ein Stellwerk zuständig ist. Network Rail ist sich der Einschränkungen, den dieser Umstand bedeutet, bewusst und versucht die Situation zu ändern.